# Comuna Berestove, Berdeansk
Berestove (în ucraineană Берестове) este o comună în raionul Berdeansk, regiunea Zaporijjea, Ucraina, formată din satele Berestove (reședința), Dovbîne și Sacikî.

## Demografie
Componența lingvistică a comunei Berestove
     Ucraineană (93,12%)
     Rusă (6,36%)
     Alte limbi (0,27%)
Conform recensământului din 2001, majoritatea populației comunei Berestove era vorbitoare de ucraineană (93,12%), existând în minoritate și vorbitori de rusă (6,36%).